# 野々部尚昭
野々部 尚昭（ののべ なおあき、1970年7月28日 - ）は、日本の政治家。元愛知県稲沢市議会議員（7期）。全国若手市議会議員の会第13代会長。

## 来歴
愛知県稲沢市平野町に生まれる。稲沢市立稲沢西小学校、稲沢市立稲沢西中学校、愛知県立一宮興道高等学校卒業。1991年4月、広島修道大学法学部国際政治学科に入学。1992年、南ミシシッピ州立大学短期留学。1993年、米国・アラバマ州スプリング・ヒル大学短期留学。
1994年、第10回土光杯全日本学生弁論大会に出場し、ニッポン放送杯受賞。「政治改革、投票制度9改革案」を発表。同年、松下政経塾の「スウェーデンスタディ研修」に参加。同年、中国・西南政法学院短期留学。同年、「新しい西尾張を創る会」を設立。1995年3月、広島修道大学法学部国際政治学科卒業。同年4月、同大学大学院（法学研究科国際政治学専攻）入学（1997年に修了）。
1995年、大学院在学中に愛知県稲沢市議会議員選挙に立候補し、当時25歳で全国最年少議員となる。
2008年9月1日、全国若手市議会議員の会会長に就任（2009年8月31日まで）。2009年7月、地域主権型道州制国民協議会愛知県支部長に就任。

### 選挙の記録
- 1995年 - 稲沢市議会議員選挙当選（1期目）
- 1999年 - 稲沢市議会議員選挙当選（2期目）
- 2002年 - 稲沢市長選挙落選
- 2003年 - 稲沢市議会議員選挙当選（3期目）
- 2006年 - 稲沢市長選挙落選
- 2007年 - 稲沢市議会議員選挙当選（4期目）
- 2011年 - 稲沢市議会議員選挙当選（5期目）
- 2015年 - 稲沢市議会議員選挙当選（6期目）
- 2016年 - 稲沢市長選挙落選
- 2017年 - 第48回衆議院議員総選挙 愛知県第5区から希望の党公認で立候補し落選
- 2019年 - 稲沢市議会議員選挙当選（7期目）

### 参院選をめぐる現金買収事件
2019年3月13日、参院選に向けて広島県議の河井案里は自由民主党の公認候補に選ばれた。ところが陣営には選挙に精通したスタッフが少なかったことから、案里の夫の河井克行の秘書が当時浪人中だった野々部に応援を求めた。野々部は選対事務局長を務め、20年来の付き合いがある元石川県議会議員の大口英夫を呼び寄せた。同年7月21日、第25回参議院議員通常選挙が執行され、広島県選挙区においては、無所属・現職の森本真治と案里が当選を果たした。野々部も9月22日に行われた市議選で当選し、市議に返り咲いた。
2020年6月18日、東京地検特捜部は、前年の参院選をめぐり河井克行・河井案里夫妻が広島県内の地方議員や首長ら94人に投票や票の取りまとめを依頼し、計約2,570万円の報酬を渡したとして、両者を逮捕した。
同年6月29日、野々部と大口が陣営から計約155万円を受け取っていたことが明らかになった。2人は前述の配布先の94人に含まれており、受け取った155万円は参院選の収支報告書には記載されていない。その後、野々部に関する部分の詳細がより明らかとなった。2019年6月中旬～8月上旬、克行から4回にわたり、銀行口座への振り込みや手渡しで計約97万円を受け取ったとされる。野々部は取材に対し、「自民党支部の職員として雇用契約を結んだ。報酬ではなく、労働の対価として2カ月分の給与をもらった。運動員でもない」と述べ、違法性はないとの見解を示した。
だが河井案里は2021年1月21日に東京地裁から懲役1年4か月、執行猶予5年の判決を言い渡されると、控訴を諦め、2月3日付で参議院議員を辞職した。克行の公判では検察は野々部と大口をなおも買収罪の対象としており、2月9日、両人が克行から受け取った現金は、自民党本部から振り込まれた1億5千万円が原資であるとの供述調書を東京地裁で読み上げた。
同年2月17日、東京地裁の公判に出頭。「2019年12月6日に克行に東京都内の議員宿舎に呼び出され、『取り調べを受けたり、マスコミに追いかけ回されたりしても、何も話さないでくれ』と頼まれた。案里も同席していた」「広島県参議院選挙区第七支部から給与が振り込まれ、源泉徴収されたことは違法だと思った。違法だと認識していたが、ばれても処罰まではされないと思い、参院選のあとに行われた市議選に立候補した」と証言した。
2022年1月28日、大規模買収事件で公職選挙法違反（被買収）の疑いで告発され、東京地検が不起訴にした広島県の地方議員ら100人のうち、35人が検察審査会に「起訴相当」と議決されたことが公表された。35人の中には、河井案里の選対事務局長を務めた野々部も対象に含まれていた。
同年3月2日、稲沢市議会に辞職願を提出し同日受理された。
同年3月14日、広島地検は、起訴相当と議決された35人のうち、9人を在宅起訴、25人を略式起訴した。野々部は略式起訴された。

## 政策・人物
- 2017年の朝日新聞によるアンケートにおいて、選択的夫婦別姓制度導入に賛成、としている[18]。
- 全国若手市議会議員の会顧問、東海若手市議会議員の会顧問などを務めている。